# Alén, luz de luna
Alén, luz de luna é uma telenovela argentina produzida pela empresa Pol-ka Producciones e exibida pelo El Trece em 1996.

## Elenco
- Gustavo Bermúdez - Pablo Pineda
- Vivianne Pasmanter - Vera Hardoy
- Héctor Alterio - Pedro Ledesma
- Silvia Montanari - Fanny Landaburu
- Marta González - Elena Gallardo
- Silvana di Lorenzo - Nora Gabia
- Maite Zumelzú - Patricia Gallardo
- Humberto Serrano - Enrique Hardoy

## Prêmios e indicações
Foi nomeada como melhor telenovela em 1996 para o prêmio Martín Fierro, mas nesta categoria não venceu. Héctor Alterior, no entanto, ganhou o mesmo prêmio na categoria de melhor ator por seu papel protagonista.